# Rodgers et Hammerstein
Cet article court présente un sujet plus développé dans : Richard Rodgers et Oscar Hammerstein II.

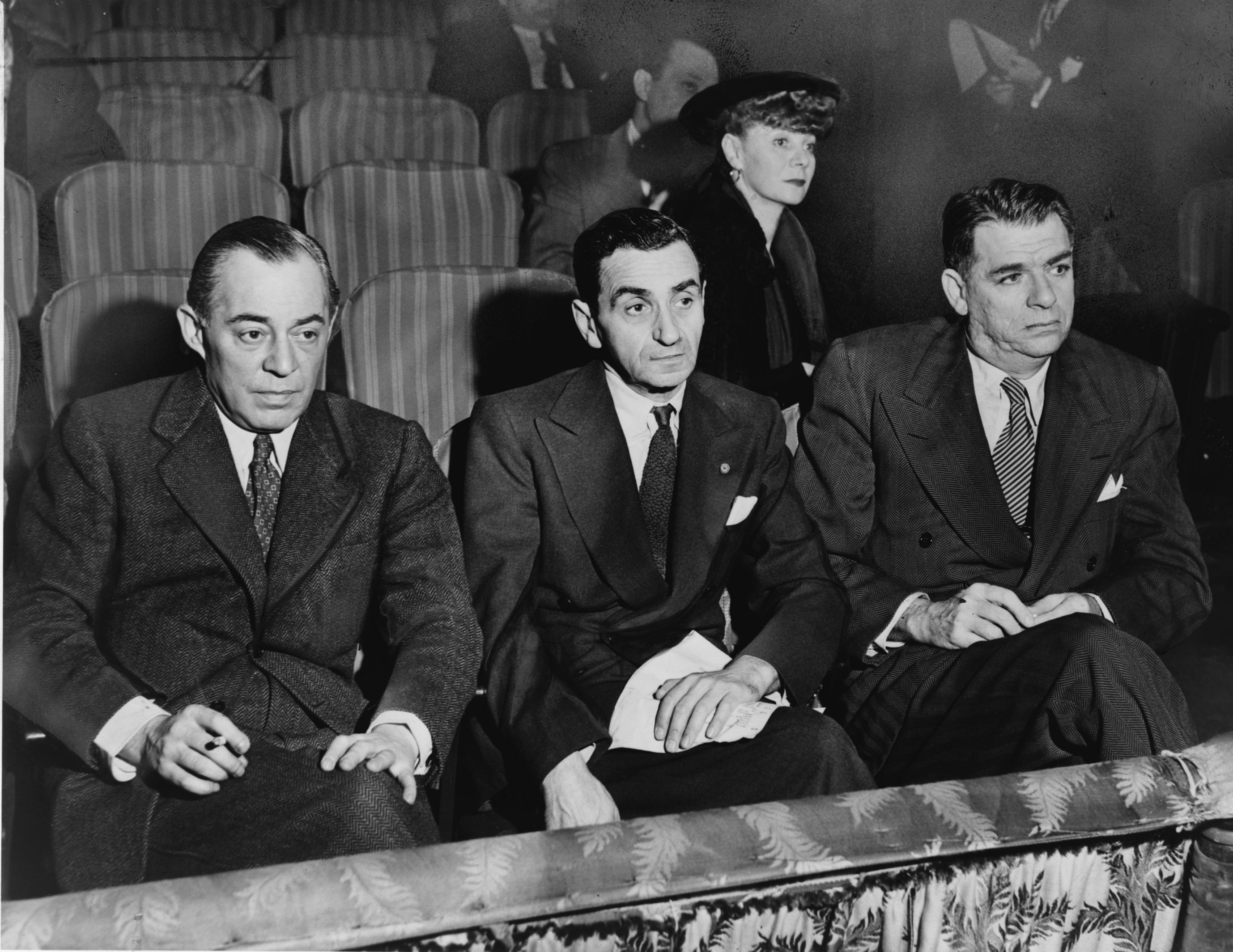
Richard Rodgers (à gauche) et Oscar Hammerstein (à droite), avec Irving Berlin (au milieu) et Helen Tamiris (derrière), auditionnant au St. James Theatre (1948).

Rodgers et Hammerstein est la dénomination usuelle de deux compositeurs américains, Richard Rodgers (1902-1979) et Oscar Hammerstein II (1895-1960), qui ont travaillé en équipe pour l'écriture de comédies musicales (notamment à Broadway), à la fois influentes, innovantes et à succès.